# ドロテア・フォン・ビロン
ドロテア・フォン・ビロン（独: Dorothea von Biron、1793年8月21日 - 1862年9月19日）は、バルト・ドイツ人の貴族女性。フランスではドロテ・ド・クールランド（仏: Dorothée de Courlande）と名乗った。クールラント公爵夫人ドロテア・フォン・メデムの末娘として生まれた。公爵夫人の夫であるクールラント公ペーター・フォン・ビロンはドロテアを娘として認知したが、実の父親はアレクサンデル・バトフスキという人物だった。ドロテアはフランスの政治家タレーランの愛人であり、その甥エドモン・ド・タレーラン＝ペリゴールの妻であった。

## 生涯
ドロテアは、長く夫とは別居していたクールラント公爵夫人ドロテアの6番目にして最後の子供として、ベルリン北東のフリードリヒスフェルデ城（現在のリヒテンベルク区）で生れた。ドロテアの実の父親が誰であるかは議論があるが、おそらくポーランドの外交官アレクサンデル・バトフスキ伯爵だったと推定されている。ドロテアの3人の姉、ヴィルヘルミーネ、パウリーネ、ヨハンナは皆クールラント公爵の実子であった。ドロテアはドイツで育てられた。
タレーランは甥で養子のエドモンに裕福な女子相続人を娶らせようと考え、ロシア皇帝アレクサンドル1世に仲立ちを頼んでドロテアの母に娘とエドモンとの縁組を承諾させた。結婚式はナポレオン戦争の最中の1809年4月21日と22日にフランクフルトで行われた。ドロテアはエドモン・ド・ペリゴール伯爵夫人、大政治家ベネヴェント公爵（タレーランの称号）の義理の姪の地位を得た。ドイツ育ちのドロテアは、フランスの社交界では敵国を代表する存在となった。彼女の3人の姉たちも大のフランス嫌いで、彼女の結婚にいい顔をしなかった。3人の子供を授かったものの結婚生活は不幸で、エドモンは賭け事や戦争、他の女との情事にうつつを抜かして妻を顧みなかった。
フランス第一帝政の崩壊とウィーン会議（タレーランがフランス代表であった）の開催が立て続けに起きるなか、ドロテアは舅タレーランと愛人関係に陥った。タレーランのウィーン滞在中、ドロテアがタレーランの借りたカウニッツ宮殿の家政を取り仕切っており、この頃からドロテアはタレーランの生活に重要な役割を果たすようになった。1817年8月31日、タレーランはフランス王ルイ18世によって公爵位を与えられてフランス王国爵位貴族に列し、12月2日にウィーン会議でシチリア王フェルディナンド1世の為に働いた功をシチリア王に認められ、ディーノ公爵領（ディーノはイタリア、カラブリア地方の小島）を与えられた。タレーランはすぐにディーノ公爵領を甥エドモンに与えたため、ドロテアはディーノ公爵夫人となった。1818年3月24日にドロテアは夫と別居したが、このことが正式に発表されたのは1824年11月6日のことであった。

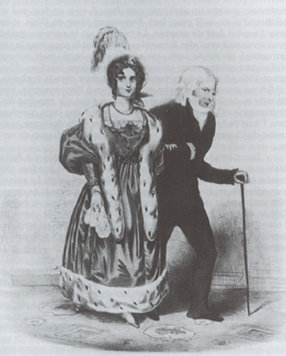
タレーランとドロテアの関係を描くロンドンの風刺画

1820年7月3日、タレーランはドロテアを伴ってヴァランセに移ったが、この時ドロテアは4番目の子供ポーリーヌを妊娠しており、ポーリーヌの実の父親はタレーランだとする見解もある。39歳年上のタレーランを事実上の伴侶とする一方、ドロテアは何人かの恋人を持ち、恐ろしいほど身持ちが悪いという評判をとったうえ、3人の庶出の娘を産んだ。このうち、1816年に生まれた娘が、後のチェコの大作家ボジェナ・ニェムツォヴァーだとする主張もある。この説によれば、ニェムツォヴァーの父親は、ウィーン会議の時期に出会ったボヘミアの外交官カレル・ツラム＝マルティニツだとされる。名前の判明している他の娘たち、アントナーヌとジュリー・ズルムはそれぞれ1825年、1827年に生れている。
1830年にタレーランがイギリス駐在フランス大使としてロンドンに赴任すると、ドロテアもこれに随行し、フォーブール・サンジェルマン（現在のパリ7区サンジェルマン大通り）界隈が彼女を外国人扱いする大嫌いなパリよりもずっと快適な暮らしを送ることが出来た。この外国人扱いは、彼女の生涯にずっとついて回る問題だった。彼女はプロイセンではフランス人呼ばわりされ、フランスではドイツ人呼ばわりされたのである。
ドロテアは1838年にタレーランと死別し、同年4月28日に夫がその爵位を相続すると同時にタレーラン公爵夫人となった。1845年1月に姉のパウリーネが亡くなると、ドロテアはザーガン女公爵を相続し、プロイセン王フリードリヒ・ヴィルヘルム4世によってその地位を承認された。ザーガン公爵領は相続権を女系子孫にも認める特権を与えられていたため、彼女の長男ナポレオン・ルイ（ナポレオン1世の名付け子）と孫のボソンも同時にザーガン公爵を名乗ることを許された。ドロテアはすでに1843年からシュレージエンのザーガン城に居を移して公爵領に住んでいた。公爵領は1200ヘクタールの土地と130の建築物からなり、ペーター・フォン・ビロンが1786年に購入したものである。ザーガン女公となったドロテアはこの広大で裕福な公爵領を一人で治めていたが、1861年6月に馬車事故に遭って体を痛め、1862年9月19日にザーガンで亡くなった。
舅で愛人であったタレーランに1838年4月に宛てた手紙の中で、ドロテアは死んだら自分の心臓をヴァランセにあるタレーランの墓の中に収めてほしいと望んでいた。しかし彼女の遺骸はザーガンの聖十字教会に埋葬された。同教会には長姉ヴィルヘルミーネと息子のナポレオン・ルイが一緒に眠っている。

## 子女
1809年、ドロテアはエドモン・ド・タレーラン＝ペリゴールと結婚した。彼女が産んだ子供のうち、以下の3人はエドモンの子供である。
- ナポレオン・ルイ（1811年3月12日 - 1898年3月21日） - 第3代タレーラン公爵、1829年にアンヌ・ルイーズ・シャルロット・ド・モンモランシーと結婚した。
- ドロテ（1812年 - 1814年）
- アレクサンドル・エドモン（1813年12月15日 - 1894年4月9日） - 第3代ディーノ公爵、1839年にヴァランティーヌ・ド・サント・アルデゴンドと結婚した。

第4子は父親がエドモンではない可能性があり、実父はシャルル・モーリス・ド・タレーラン＝ペリゴールだとされている。
- ポーリーヌ（1820年12月29日 - 1890年）…1839年、アンリ・ド・カステラーヌ侯爵と結婚した。娘のマリー・フォン・ラジヴィウはベルリン社交界の中心人物として知られた。

以下の子供は父親不明の私生児である。
- アントナーヌ（1825年生）
- ジュリー・ズルム（1827年生）

この他、ボジェナ・ニェムツォヴァーも彼女の産んだ私生児だった可能性がある。